# Іганці
Іганці, Янсі (баск. Igantzi (офіційна назва), ісп. Yanci) — муніципалітет в Іспанії, у складі автономної спільноти Наварра. Населення — 629 осіб (2009).
Муніципалітет розташований на відстані близько 260 км на північний схід від Мадрида, 65 км на південь від Памплони.
На території муніципалітету розташовані такі населені пункти: (дані про населення за 2009 рік)
- Беррісаун: 77 осіб
- Фрайн: 44 особи
- Ірісаррі: 28 осіб
- П'єдадеко-Гайна: 93 особи
- Унануа: 46 осіб
- Іганці: 217 осіб
- Елуста: 38 осіб
- Саррола: 86 осіб

## Демографія
Динаміка населення (INE ):

## Галерея зображень

Розташування муніципалітету
Іганці
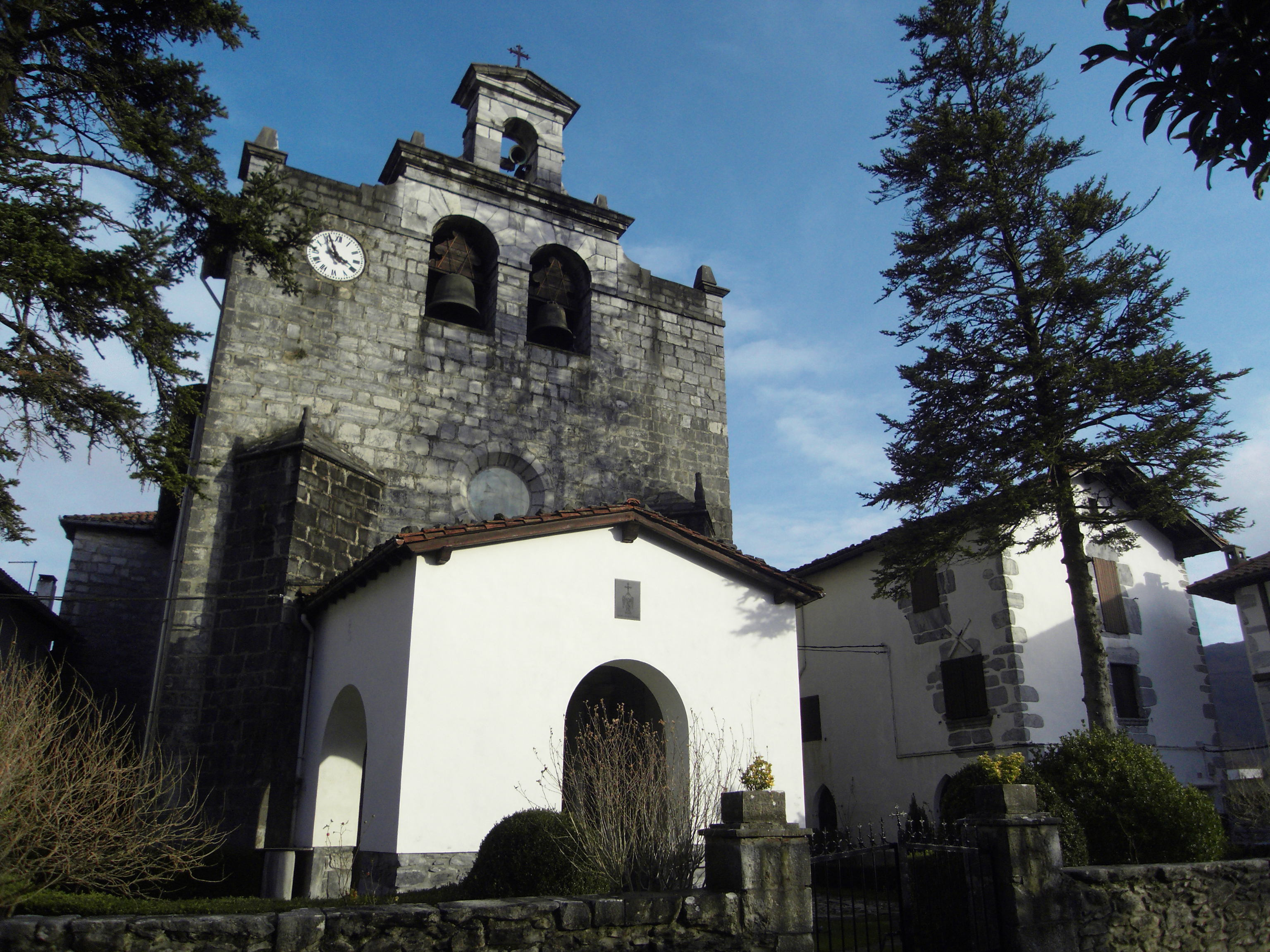
Церква Сан-Мігель-Арканхель